# شجاع بن وهب
شجاع بن وهب (المتوفي سنة 11 هـ) صحابي بدري من السابقين إلى الإسلام، ومن المهاجرين، قُتل في حروب الردة في معركة اليمامة.

## سيرته
كان شجاع بن وهب بن ربيعة بن أسد بن صهيب الأسدي حليفًا لبني عبد شمس بن عبد مناف في الجاهلية، وقد أسلم قديمًا، فكان من السابقين إلى الإسلام. هاجر شجاع بن وهب مع أخيه عقبة بن وهب إلى الحبشة، ثم عاد إلى مكة، وهاجر إلى يثرب. وبعد هجرته إلى يثرب، آخى النبي محمد بينه وبين أوس بن خولي. شهد شجاع بن وهب مع النبي محمد المشاهد كلها. وقد أرسله النبي محمد رسولاً إلى جبلة بن الأيهم ملك الغساسنة بكتاب يدعوه فيه إلى الإسلام.

## سرية شجاع بن وهب
بعث النبي محمد شجاع بن وهب في 24 رجلاً إلى بني عامر أحد بطون قبيلة هوازن في ربيع الأول سنة 8 هـ، بمنطقة «السي» ناحية ركبة خلف ناحية المعدن، على بعد خمس ليالٍ من المدينة. وأمره أن يُغير عليهم، وكان يسير ليلاً ويختبئ نهارًا، حتى باغتهم، فأصابوا غنائم كثيرة، استاقوها حتى قدموا المدينة المنورة، وقد استغرقت مهمتهم خمس عشرة ليلة.

## وفاته
بعد وفاة النبي محمد وارتداد معظم القبائل العربية عن الإسلام، شارك شجاع بن وهب في حروب الردة التي قُتل فيها في معركة اليمامة سنة 12 هـ، وعمره يومئذ بضع وأربعون سنة. أما صفته فقد كان رجلاً طويلاً، نحيفًا، أجنأ به حَدَبْ.